# 九龍區專線小巴35線
九龍區專線小巴35線是一條由漢華專線小巴營辦的專線小巴路線，來往康利苑及彩霞邨。

## 行車路線[1]
此路線的官方全程行車里數為4.3公里，行車時間約為17分鐘。（平均行車時速約為15.2公里）

- 往彩霞邨途經：康利道、功樂道、通明街、牛頭角道、安善道、安德道、安華街、振華道、牛頭角巴士總站、佐敦谷北道、彩霞道及彩禧路
- 往康利苑途經：彩禧路、彩霞道、佐敦谷北道、牛頭角道、安德道、安善道、牛頭角道、康寧道、功樂道及康利道

## 歷史
本路線提供往來彩霞邨、牛頭角、港鐵牛頭角站、康寧道、功樂道及康利苑的專線小巴服務，是1984年2月1日運輸署公開招標的11組共20條專線小巴新線之一（與34M線及已取消的36線屬同一組），於1985年1月13日投入服務，來往康利苑及牛頭角上邨（總站位於安德道近牛頭角上邨第9座及牛頭角街市），後來由牛頭角上邨延長至彩霞邨。
- 2015年5月21日，本線加價至$3.5。[4][5]
- 2017年12月17日，本線加價至$3.7。[6][7]
- 2021年1月24日，本線加價至$4.0,分段收費加至$3.0。

## 服務時間及班次
- 每日康利苑開：06:25-22:44（6-8分鐘一班）
- 每日彩霞邨開：06:25-23:01（6-8分鐘一班）

## 收費
- 全程收費：$4.0
  - 安華街（牛頭角街市）起：$3.0[8](只限現金)

| - 此路線大小同價。 - 65歲或以上長者使用長者或個人八達通（包括「樂悠咭」），合資格殘疾人士使用「殘疾人士身份」個人八達通，以及60至64歲香港居民使用「樂悠咭」繳付車資，均可享有每程劃一$2.0的政府長者及合資格殘疾人士公共交通票價優惠計劃。 - 乘客可以現金或八達通卡於上車時付款，不設找贖。 |

## 用車
34M、34S、35和36A線共用29輛豐田Coaster小巴行走。
| 34M／34S／35／36A線用車列表 | 34M／34S／35／36A線用車列表 | 34M／34S／35／36A線用車列表 | 34M／34S／35／36A線用車列表 | 34M／34S／35／36A線用車列表                           |
| 車牌                        | 型號                        | 代數                        | 座位數目                    | 備註                                                  |
| --------------------------- | --------------------------- | --------------------------- | --------------------------- | ----------------------------------------------------- |
| AV3668                      | 豐田Coaster                 | 2018年 7LL                  | 19                          | 2018年7月登記 車牌原屬5DL                             |
| AW6023                      | 豐田Coaster                 | 2004年 5LS                  | 16                          | 2004年7月登記                                         |
| BK7003                      | 豐田Coaster                 | 2005年 5LS2                 | 16                          | 原為紅小藍旺線用車 車牌原屬九龍60線的3代              |
| DC6296                      | 豐田Coaster                 | 2013年 6LS                  | 16                          | 車牌原屬5DL                                           |
| DD2822                      | 豐田Coaster                 | 5LS                         | 16                          |                                                       |
| EN5956                      | 豐田Coaster                 | 2015年 6DS                  | 16                          | 2015年11月3日出牌 座位配備三點式安全帶 車牌原屬5DL    |
| ER2786                      | 豐田Coaster                 | 2018年 7LL                  | 19                          | 2018年9月登記 使用原裝泵把 常駐路線：34S 車牌原屬5DL  |
| ES3080                      | 豐田Coaster                 | 2018年 7LL                  | 19                          | 2018年5月登記 車牌原屬5DL                             |
| EW1312                      | 豐田Coaster                 | 2018年 7LL                  | 19                          | 2018年8月登記 車牌原屬5DL                             |
| GD7675                      | 豐田Coaster                 | 2018年 7LL                  | 19                          | 2018年7月登記 車牌原屬5DL                             |
| GG8409                      | 豐田Coaster                 | 2015年 6DS                  | 16                          | 座位配備三點式安全帶 車牌原屬5DL                      |
| HC7781                      | 豐田Coaster                 | 2009年 6LS                  | 16                          | 車牌原屬3代                                           |
| JC8065                      | 豐田Coaster                 | 2015年 6DS                  | 16                          | 座位配備三點式安全帶 車牌原屬1999年4代                |
| JJ5884                      | 豐田Coaster                 | 2015年 6DS                  | 16                          | 座位配備三點式安全帶 車牌原屬1999年4代                |
| JK6717                      | 豐田Coaster                 | 2015年 6DS                  | 16                          | 2015年10月登記 座位配備三點式安全帶 車牌原屬1999年4代 |
| LB 554                      | 豐田Coaster                 | 2018年 7LL                  | 19                          | 2020年6月更換為AMS泵把 車牌原屬2003年5DL              |
| LB1837                      | 豐田Coaster                 | 2015年 6DS                  | 16                          | 2015年12月登記 座位配備三點式安全帶 車牌原屬5DL       |
| LE 150                      | 豐田Coaster                 | 2015年 6DS                  | 16                          | 2015年12月登記 座位配備三點式安全帶 車牌原屬5DL       |
| LG4607                      | 豐田Coaster                 | 2018年 7LL                  | 19                          | 日間：36A 日間替更：35 車牌原屬2003年5DL              |
| LJ7546                      | 豐田Coaster                 | 2004年 5LS                  | 16                          |                                                       |
| LL4644                      | 豐田Coaster                 | 2015年 6DS                  | 16                          | 座位配備三點式安全帶 車牌原屬2004年5DL                |
| LV2823                      | 豐田Coaster                 | 2005年 5LS2                 | 16                          |                                                       |
| MA4897                      | 豐田Coaster                 | 2018年 7LL                  | 19                          | 2018年9月登記 車牌原屬5DL 使用原裝泵把                |
| MN5243                      | 豐田Coaster                 | 2006年 5LS2                 | 16                          | 原為紅小瓜青線用車                                    |
| ND9793                      | 豐田Coaster                 | 2008年 6LS                  | 16                          | 使用沒有霧燈預留位的土泵                              |
| NF3567                      | 豐田Coaster                 | 2008年 6LS                  | 16                          |                                                       |
| RC2287                      | 豐田Coaster                 | 2018年 7LL                  | 19                          | 車牌原屬5DL                                           |
| RL3455                      | 豐田Coaster                 | 2012年 6LS                  | 16                          |                                                       |
| WP9836                      | 豐田Coaster                 | 2020年 7LL                  | 19                          | 2020年2月登記 取代已退役KL5941(2002年5LS)             |

## 其他
- 由於本路線兩邊總站皆為屋苑，因此坐足全程的乘客不多，主要是方便彩霞邨、功樂道及康利苑居民往來牛頭角及觀塘市區，並為上述地區居民提供接駁港鐵的服務。由於功樂道一帶學校林立，總站康利苑位於聖傑靈女子中學旁，學生乘客在本路線佔有一定比例，是「校巴線」的例子之一，導致上課日繁忙時間會容易出現「一站打爆」的情況。[9][10]
- 區議員收到不少此線和36A線服務的投訴，批評此線車廂衛生惡劣和司機態度欠佳，亦經常飛站和脫班[11]。

## 外部連結
- 運輸署：九龍區專線小巴第35號線之路線資料及獲准上落客地點
- 小巴薈：九龍區專線小巴35號線 （页面存档备份，存于）
- i-busnet：九龍區專線小巴35線 （页面存档备份，存于）
- 681巴士網：九龍專線小巴35線 （页面存档备份，存于）